# Paolo Bonolis
Paolo Bonolis (n. 14 iunie 1961, Roma, Italia) este un moderator de televiziune italian.